# Merchant Marine Pacific War Zone Medal

La Merchant Marine Pacific War Zone Medal est une décoration civile de la marine marchande des États-Unis. Elle a été créée par une loi du Congrès américain le 10 mai 1944.

## Conditions d'obtention
La décoration est décernée aux officiers et hommes de navires exploités par la War Shipping Administration pour le service dans la zone de guerre du Pacifique entre le 7 décembre 1941 et le 2 mars 1946. 

Ce théâtre d'opérations comprend le Pacifique Nord et Sud, et l'Océan Indien à l'Est du 80 degrés de longitude Est

## Conception
Avant 1992, cette médaille n'était qu'un ruban de décoration uniquement; autrefois connu sous le nom de la Merchant Marine Pacific War Zone Bar.
Le 19 mai 1992, le département américain des Transports a annoncé la disponibilité de nouvelles médailles pour les marins civils de la marine marchande, en reconnaissance de leur service durant la Seconde Guerre mondiale, la guerre de Corée et la guerre du Viêt Nam. Les médailles sont émises en complément des rubans de zone de guerre précédemment accordés aux civils qui ont soutenu les marins de la nation des forces armées durant ces guerres.
La conception de la nouvelle médaille est composée d'un trident, symbole de la prouesse navale, qui repose sur un bâton en bambou désignant le théâtre des opérations du Pacifique. Le paysage marin représente les activités maritimes et de services.

## Sources
- (en) Cet article est partiellement ou en totalité issu de l’article de Wikipédia en anglais intitulé « Merchant Marine Pacific War Zone Medal » (voir la liste des auteurs).